# Derwent Valley Mills
Derwent Valley Mills är ett världsarv längs floden Derwent i Derbyshire, England, inskrivet i december 2001. Det för sin tid moderna fabrikssystemet uppfördes här i slutet av 1700-talet, för att möta behoven från den nya tekniken att spinna bomull utvecklad av Richard Arkwright.
Uppförandet av de industriella verken i ett landsbygdslandskap, innebar att det blev nödvändigt att bygga hus för fabriksarbetarna. Genom detta växte det fram nya samhällen omkring fabrikerna, som finns kvar än idag.
Världsarvet omfattar fabrikerna i Cromford, Belper, Milford och Darley Abbey. Sammantaget omfattar detta 848 kulturmärkta byggnader av speciellt arkitektoniskt eller historiskt intresse och ytterligare nio byggnadsverk som är så kallade Scheduled Monuments.
I det fungerande textilmuseet i Richard Arkwrights bomullsfabrik Masson Mill finns det cirka 680 000 trådrullar.

## Cromford Canal
Cromford Canal, öppnad 1794, är en kanal som går från Cromford till Langley Mill, där den ansluter till Erewash Canal. Kanalen byggdes för att serva fabrikerna i dalen.

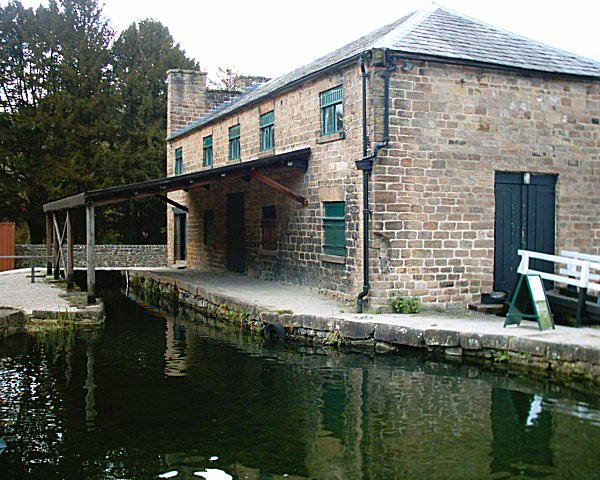
Slutet av kanalen, i Cromford.

## Externa länkar

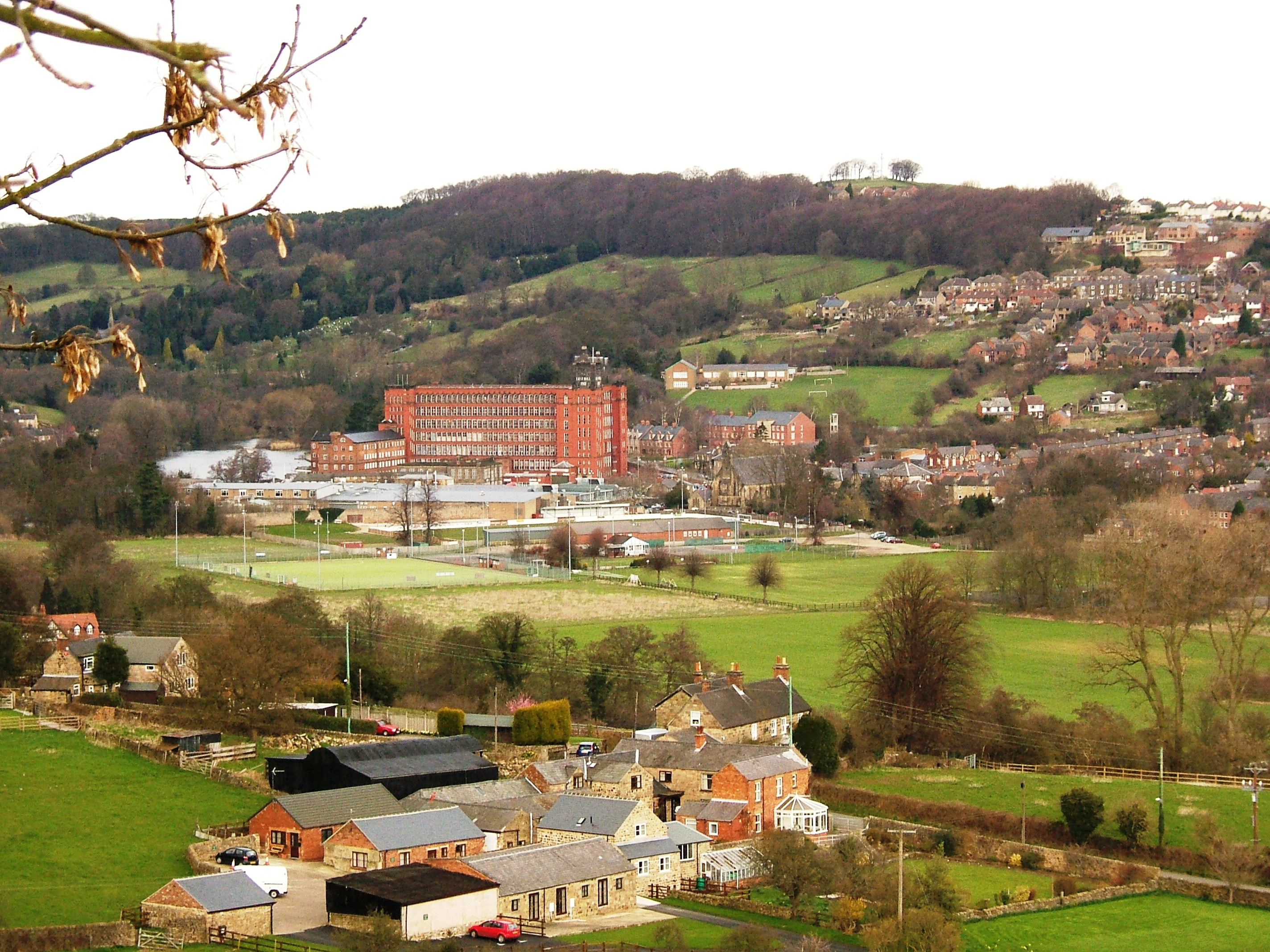
Belpers East Mill, uppförd 1912.